# عصوية ذهبية بقرية
عصوية ذهبية بقرية (الاسم العلمي: Chryseobacterium bovis) هي نوع من البكتيريا، سلبية الغرام، تتبع جنس عصوية ذهبية.